# Etsi multa luctuosa
Etsi Multa luctuosa é uma encíclica do Papa Pio IX promulgada em 21 Novembro 1873 — com o subtítulo: "A Igreja na Itália, Alemanha e Suíça" — onde expõe várias das perseguições anticlericais que estavam a acontecer contra ela e as quais culpava principalmente as sociedades secretas a partir das suas lojas, as "sinagogas de Satanás" conforme ele aí refere.
A Etsi Multa, geralmente apenas assim referida, foi uma encíclica basicamente direccionada a esses países devido às suas leis estarem entrando em choque com a Igreja Católica, ao qual culpava a "chamada Maçonaria ou algum outro nome, como é aí transcrito, de estar por detrás dessas alterações".
Essencialmente é criticada a nova legislação imposta pelas suas ideias, visando eliminar a participação dos católicos no ensino e na jurisdição naquelas regiões.
Inicialmente o Santo Padre se refere à difícil situação da Igreja logo após à Unificação da Itália, nomeadamente com a supressão da Universidade Gregoriana.
Também descreve o desagrado por algo similar na Suíça com a expulsão do seu núncio apostólico, o cardeal Gaspard Mermillod. Naquela mesma ocasião nove sacerdotes de Jura foram demitidos das suas funções religiosas por decreto dos magistrados, por terem declarado publicamente sua fidelidade ao bispo exilado.
Em seguida voltando-se para falar na nova legislação, imposta pela Maçonaria, em outros cantões da Confederação Helvética, contrariando solenes tratados anteriores, garantidos pelo voto e também pela autoridade das leis que mantinham a liberdade religiosa para os católicos daquelas regiões.
Assim como idêntico se passou Alemanha, em particular na Prússia, através da Kulturkampf  e a sua política apresentada por Bismarck. Onde o seu governo colocou o ensino e a formação dos seminaristas sob a total tutela do poder dos leigos, ao tempo em que foi instituído um tribunal especificamente para julgar casos religiosos, no qual bispos e sacerdotes poderiam ser convocados a comparecer como acusados e punidos pelo exercício do seu cargo espiritual.